# Devon Kershaw
Devon Kershaw (Sudbury, 20 de diciembre de 1982) es un deportista canadiense que compitió en esquí de fondo. Está casado con la esquiadora noruega Kristin Størmer Steira.
Ganó una medalla de oro en el Campeonato Mundial de Esquí Nórdico de 2011, en la prueba de velocidad por equipo. Participó en cuatro Juegos Olímpicos de Invierno, en los años 2006 y 2018, ocupando el cuarto y el quinto lugar en Vancouver 2010, en velocidad por equipo y 50 km, respectivamente.

## Palmarés internacional
| Campeonato Mundial | Campeonato Mundial | Campeonato Mundial | Campeonato Mundial   |
| Año                | Lugar              | Medalla            | Prueba               |
| ------------------ | ------------------ | ------------------ | -------------------- |
| 2011               | Oslo (Noruega)     | Medalla de oro     | Velocidad por equipo |